# Batalla de Challans (6 juny 1794)

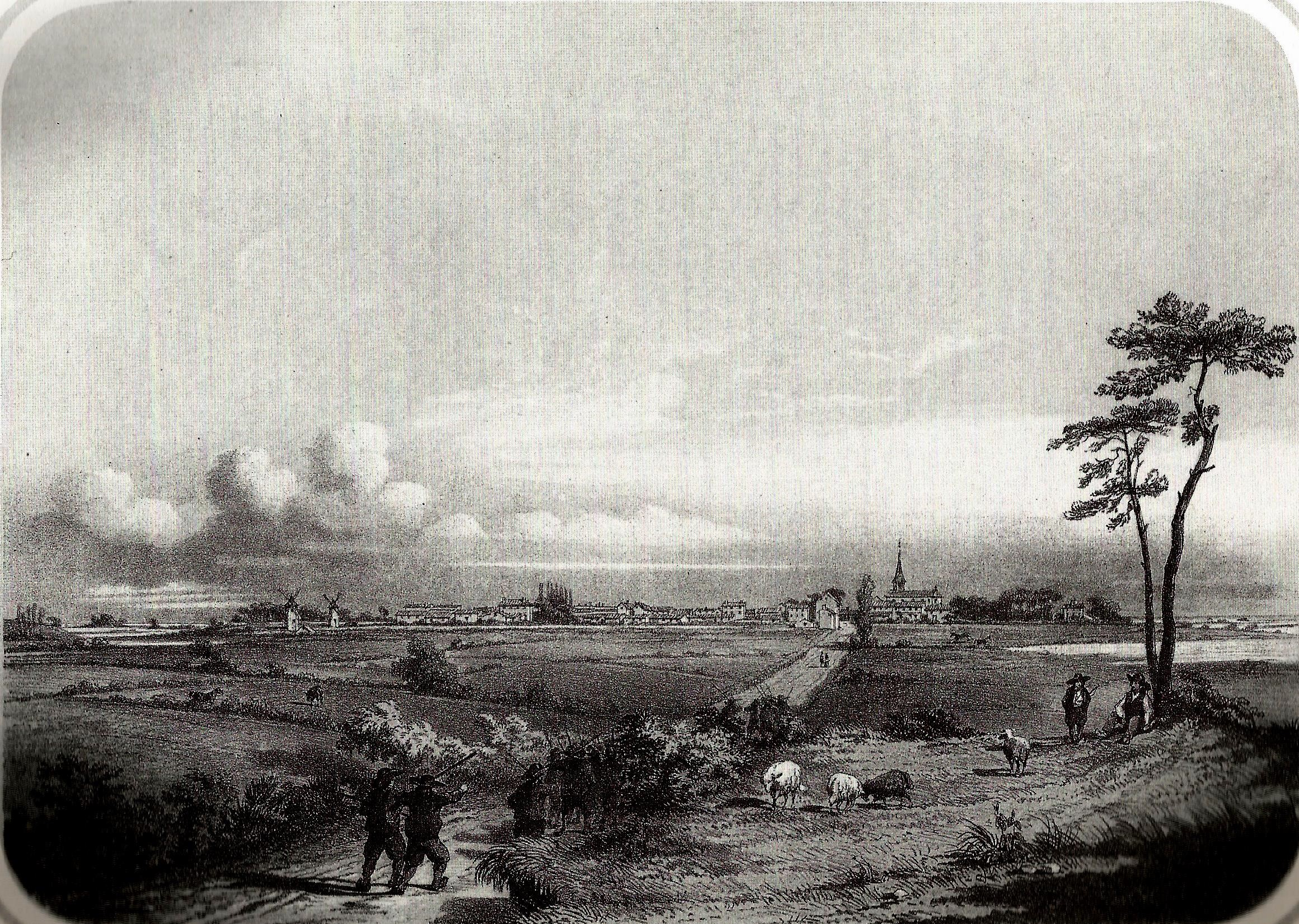
Challans, gravat de Thomas Drake

La tercera batalla de Challans va tenir lloc el 6 de juny de 1794 durant la guerra de Vendée. Acaba amb la victòria dels republicans que repel·liren un atac dels Vendéans contra la vila de Challans.

## Preludi
El 2 de juny de 1794, al poble de Bésilière, a la parròquia de Legé, les forces de la Vendée de l'exèrcit d'Anjou, comandades per Stofflet i de l'exèrcit del centre, sota les ordres de Sapinaud, van unir forces amb les del Bas-Poitou i Pays de Retz comandats per Charette.
El mateix dia, els Vendéans van rebre un emissari bretó, Vincent de Tinténiac, portador dels despatxos del comte d'Artois (Carles X de França), del rei de Gran Bretanya Jordi III i del ministre britànic Henry Dundas. Aleshores, els oficials van discutir els mitjans a implementar perquè els britànics i els emigrats poguessin recolzar la seva lluita i van proposar la badia de l'Aiguillon-sur-Mer com a lloc de desembarcament.
Uns dies més tard, les forces de Vendée van començar a atacar la ciutat de Challans.

## Forces presents
La ciutat de Challans, abans fortificada pel general Dutuy, estava defensada per un batalló de Côte-d'Or i un batalló d'Orleans, comandats pel general Jean-Baptiste Boussard. També hi era present un destacament de cavalleria del 16è Regiment de Dragons. El conjunt només reunia uns quants centenars d'homes, potser 800 segons la historiadora Françoise Kermina i 900 segons l'historiador Lionel Dumarcet. Un informe del 5 d'agost de 1794 atribueix 300 homes al càrrec de Challans.
Les forces de Vendée són molt més nombroses. Segons un soldat de Vendée capturat durant la batalla i qüestionat pel general Boussard, Charette estava al capdavant de 4.000 homes a peu i 200 de cavalleria mentre Stofflet comandava 2.000 infants i 100 de cavalleria. Segons les memòries de l'oficial de la Vendée Pierre-Suzanne Lucas de La Championnière, les tropes de la Vendée comptaven entre 8.000 i 10.000 homes a peu, dels quals 4.000 per a l'exèrcit de Stofflet, i 900 genets. El Vendéan Le Bouvier-Desmortiers puja a 14.000 homes. L'historiador Lionel Dumarcet esmenta entre 8.000 i 9.000 homes i Émile Gabory entre 8.000 i 10.000. Savin es va incorporar a l'expedició, però Joly, en aquell moment al capdavant de 2.000 homes, sembla que no hi participà.

## Procés
El 6 de juny, els Vendéans, dividits en dues columnes, van atacar Challans per la carretera de Saint-Christophe-du-Ligneron, a l'est. L'avantguarda de l'exèrcit de Charette, dirigida per Louis Guérin, es va traslladar al nord per apropar-se a la ciutat per la carretera de Machecoul. El combat va tenir lloc en dos punts: Boussard va prendre el capdavant del batalló d'Orleans al flanc dret republicà i es va enfrontar als angevins de Stofflet, mentre que al flanc esquerre l'ajudant general Chadau va dirigir el batalló de Côte-d'Or contra els bretons i Bas-Poitevins de Charette, recolzat per Sapinaud.

Segons Boussard, una amazona -potser Madame Dufief segons Alphonse de Beauchamp-
«vestida de nankeen, destacava, va cavalcar al capdavant dels bandolers».
Les forces de Charette van ser les primeres a combatre. Tanmateix, els Vendéans es van trobar amb un intens tir de la infanteria republicana. Aleshores les càrregues de cavalleria els van encaminar per derrotar-los. Segons l'oficial de Vendée Lucas de La Championnière, la càrrega gairebé suïcida d'una vintena de cavallers va ser suficient per fer fugir l'avantguarda de Charette i el pànic es va estendre després a la resta del seu exèrcit.
Replegats, els Vendéans foren perseguits durant mitja llegua, a la carretera de Saint-Christophe-du-Ligneron. Tanmateix Stofflet aconsegueix cobrir la retirada que es fa en bon ordre.< Els Vendéans van tornar després a La Bésilière.

## Pèrdues
En el seu primer informe, adreçat al general Vimeux i escrit el mateix dia del combat, el general Boussard estimava la pèrdua dels Vendéans en potser entre 200 i 300 homes, però en un segon informe escrit l'endemà, va revisar la seva estimació a l'augment, fins a 600 "bandits" que queden al camp de batalla. També van ser fets presoners diversos insurgents8. Boussard afegeix que els bandolers "tots es rendirien, si no tinguessin por que fossin matats".
Les pèrdues republicanes són, de nou segons Boussard, tres oficials -l'adjudant general Brière, el capità dels dracs de Saint-James i el cap del batalló d'Orléans- i tres o quatre soldats d'infanteria i cavalleria.
Segons les declaracions de l'11è batalló de París, conegut com la República, cinc homes del batalló van ser posats fora de combat el 6 de juny de 1794 a Challans: el voluntari Gabriel Aumaître, mort d'un tret, el voluntari Claude Moreaux, va morir. de les seves ferides el 10 de juny, va morir a causa de les seves ferides el 23 el caporal Alexandre Peychoto, el voluntari Claude Barbier, ferit per un tret a l'avantbraç esquerre i el voluntari Georges Goudal, ferit per un tret al coll.
Pel que fa als Vendéans, l'oficial Bertrand Poirier de Beauvais afirma a les seves memòries que no van patir "grans danys" perquè "la derrota estava protegida".
De la mateixa manera, un altre oficial de la Vendée, Louis Monnier, cap de divisió de l'exèrcit d'Anjou, va escriure a les seves memòries que «la retirada era una meravella per als soldats que no sabien fer una retirada ordenada». Segons ell, les pèrdues de l'exèrcit d'Anjou van ser només dos morts.

## Conseqüències
La derrota va fer reviure algunes recriminacions entre els diferents dirigents de la Vendée. Alguns critiquen Charette per haver atacat massa aviat o Stofflet per haver atacat massa tard. En les seves memòries, la comtessa de La Bouëre atribueix la responsabilitat de la derrota a Sapinaud, que segons ella, no va respectar el pla de batalla inicial en traslladar-se al centre quan se suposava que s'havia de desplegar a l'esquerra de Stofflet. Charette va sortir dels afores de Legé i es va instal·lar la nit del 7 al 8 de juny a Belleville-sur-Vie, que va esdevenir la seva seu. El dia 8, l'exèrcit de Stofflet al seu torn va sortir de La Bésilière i va tornar a Anjou.
El 16 de juny, els oficials de la Vendée van escriure les seves respostes a les cartes enviades pel comte d'Artois i els britànics i les van lliurar a Vincent de Tinténiac, que després va tornar a la Gran Bretanya.